# Scytasis
Scytasis är ett släkte av skalbaggar. Scytasis ingår i familjen långhorningar.
Kladogram enligt Catalogue of Life:
| Scytasis | \| \| Scytasis nitida \| \| \| \| \| \| Scytasis sericea \| \| \| \| |
|          | \| \| Scytasis nitida \| \| \| \| \| \| Scytasis sericea \| \| \| \| |
|          | Scytasis nitida                                                      |
|          |                                                                      |
|          | Scytasis sericea                                                     |
|          |                                                                      |